# ノーザンバラムンディ
ノーザンバラムンディ Scleropages jardinii （英名：Gulf saratoga、ガルフ・サラトガ）は、アロワナ目アロワナ科に属する魚。体長40〜60cm。

## 特徴
アジアアロワナに似ており、体表は大きな鱗で覆われている。体色は個体により赤っぽい褐色か黒っぽい褐色に分かれ、金属的な光沢を帯びる。鱗には三日月型をしたピンク色の斑点が入る。アジアアロワナに比べるとやや体高が高く、ずんぐりした体型をしている。鱗1枚1枚が頑丈のため、他のアロワナ系統に比べるとひときわ柔軟性に欠ける。

## 分布
パプア・ニューギニアおよびオーストラリア北部の河川。
なお、バラマンディはオーストラリアに生息するスズキの仲間であるLates calcariferを指す通称名でもある。

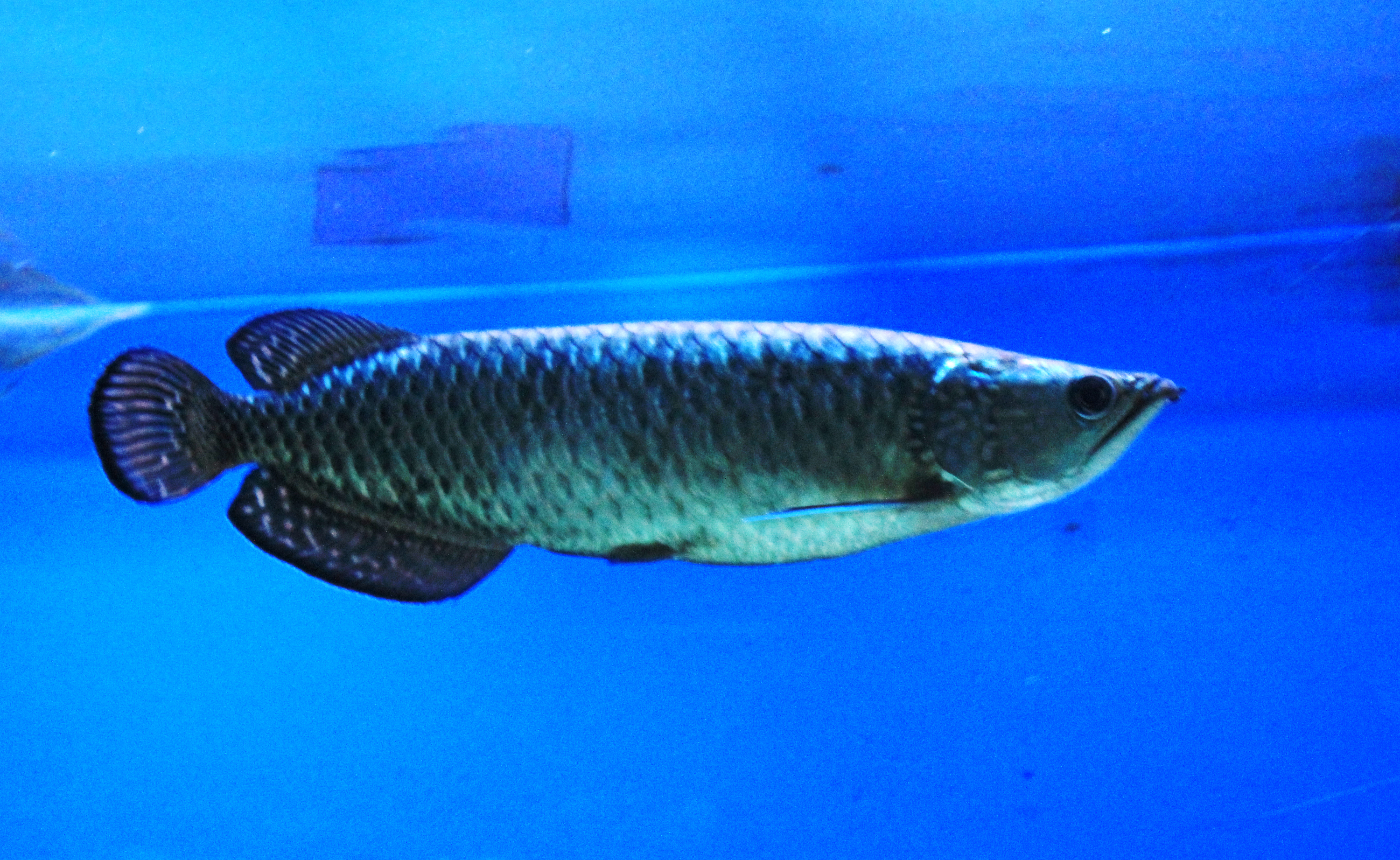
In Prague sea aquarium

## 飼育方法
CITESに登録され保護を受けているアジアアロワナと違い、野生では豊富に生息している。そのため取引は制限されておらず、安価な価格で幼魚が販売されている。体の柔軟さに欠け、水槽内での旋回運動が苦手なため、飼育には最低でも幅120cm程度の大型の水槽が必要であると多くの場で言われているが、この種に於いては奥行きが重要であり、幅は120でなくとも90あれば事足りるため、90×60水槽といった奥行きが60ｃｍ以上の水槽での飼育が推奨されている。大きい方が良いのは言うまでもない。無論、魚類は飼育環境の広さにより伸びの限界が調節されるため、奥行き45でも飼育できないことは無い。その場合、大きさはもちろんの事多少の身体疾患は覚悟した方が良いだろう。また、他のアロワナに比べて排他的な性格で、同種や他の魚への攻撃性が強いため、混泳は難しい。ポルカドット・スティングレイやモトロを始めとした淡水エイや、セイルフィンプレコ（セルフィンプレコ）といった大型低棲魚であれば成功することも少なくないが、自己責任で行うのが鉄則である。餌はメダカ、金魚、昆虫と言った生き餌、人工飼料などを食べる。ある程度育った個体であれば、数日～1週間程度の絶食期間を与えれば比較的容易に人工飼料に餌付く。